# Opéra national du Québec
Ne doit pas être confondu avec Opéra de Québec.
L'Opéra national du Québec est une compagnie d'opéra qui fut créée en 1948 par le compositeur d'origine haïtienne Édouard Woolley.

## Histoire
Après la Seconde Guerre mondiale, un compositeur originaire d'Haïti, Édouard Woolley, constata que les étudiants québécois participants au  mouvement de théâtre lyrique n'avaient pas la possibilité de se produire dans des salles de spectacles dédiées à ce genre théâtral. 
En 1948, il fonda l'Opéra national du Québec, dans lequel il assuma la fonction de directeur musical et la mise en scène. Le directeur artistique de l'Opéra national du Québec fut le musicien Gérald Gagnier. Le chanteur lyrique Joseph Rouleau donna ses premières prestations publiques dans cette compagnie. 
Un orchestre accompagna les premiers spectacles. Une quarantaine de représentations furent données à l'Opéra national du Québec. Le théâtre donna des représentations dans la ville de Québec, à Trois-Rivières et dans la salle de l'Ermitage à Montréal.
Au milieu des années 1950, des difficultés financières obligèrent alors la direction à mettre un terme à ces productions malgré leur succès auprès du public et leur valeur de formation. 

## Œuvres jouées
- 1949 : Faust ;
- 1950 : Lakmé, présenté pour la première fois à Québec, au Palais Montcalm ;
- 1950 : Carmen ;
- 1951 : Roméo et Juliette ;
- 1951 : Rigoletto ;
- 1952 : La Bohème.